# Machine
|  | Denne artikel er oprettet af botten Steenthbot ud fra en ekstern database. Den kan derfor have sproglige fejl eller mangler. Denne skabelon kan fjernes efter kontrol af indholdet. |

Machine er en dansk animationsfilm fra 2015 instrueret af Sunit Parekh-Gaihede.

## Handling
"Machine" er en film om livet, som det leves i en nær samtid i et nostalgisk Europa. Vi følger John og Liz, et par i 30'erne, der kæmper for at holde sammen, efter at de har mistet deres barn i en tragisk ulykke.